# Prochaetopsis armatipes
Prochaetopsis armatipes är en tvåvingeart som först beskrevs av Malloch 1932.  Prochaetopsis armatipes ingår i släktet Prochaetopsis och familjen lövflugor. Inga underarter finns listade i Catalogue of Life.